# Jean-René Asseline
Pour les articles homonymes, voir Asseline.
Jean-René Asseline, né à Paris le 1er avril 1742 et mort à Hartwell en Angleterre, le 19 avril 1813, est un évêque et théologien français, « un des plus savants prélats de son temps ». Il est le dernier évêque de Boulogne. La brièveté officielle de sa prélature (moins d'un an) contraste avec l'empreinte qu'il a pu avoir du fait de ses opinions autant précoces que constantes d'opposition aux décisions des révolutionnaires de 1789 vis-à-vis de l'Église. Pour ceux-ci, l'Église, trop liée à l'Ancien Régime doit être encadrée voire contrôlée. Pour Asseline, cette intrusion de l'État dans les affaires spirituelles est intolérable, et il va symboliser l'opposition aux mesures telles que la Constitution civile du clergé ou les évêques constitutionnels, puis à la Révolution elle-même.

## Biographie

### Famille
Il est né dans un rang très modeste; son père est palefrenier de la maison d'Orléans et sa sœur Marianne Berthe Asseline est encore en 1789 femme de chambre de la marquise de Crussol d'Amboise (1730-10 mai 1794). Il s'élève socialement par son seul mérite. Un de ses frères sera cependant abbé. Selon les Annales catholiques, un membre de sa famille s'établit en Normandie et un descendant fut Auguste Asseline, camérier de Pie IX, chanoine de Versailles, vicaire de Pontoise, curé de Perray et de Bougival, mort curé-doyen de Meulan le 18 septembre 1885.

### Carrière
Jean-René Asseline est élevé par les soins de la famille d'Orléans. Il fait de brillantes études au collège de Navarre et obtient le prix d'honneur au concours de l'université. Il entre dans les ordres au séminaire des 33, (collège des Trente-Trois). Il suit les cours de théologie, est admis en Sorbonne où il obtient sa licence, en étant premier. Il devient docteur en Sorbonne le 27 avril 1768, s'applique à l'étude des langues orientales, et succède fort jeune encore, à l'âge de 27 ans, en 1769, à l'abbé Ladvocat dans la chaire d'hébreu fondée en Sorbonne par le duc d'Orléans. Il s'acquitte avec honneur de sa fonction, où il reste 20 ans, tout en se livrant à ses activités ecclésiastiques et à la prédication, malgré des capacités d'orateur limitées, ce qui le dessert. Lors des réunions des docteurs de Sorbonne et au sein du conseil de Conscience institué pour résoudre les cas difficiles, il se fait remarquer par son savoir et sa sagesse, ses avis motivés,. Il enseigne également l'Écriture sainte et la théologie en Sorbonne. 
Il est nommé chanoine de la collégiale de Cléry, (basilique Notre-Dame de Cléry), dispensé de résidence comme docteur en Sorbonne. 
Il est protégé par l'archevêque de Vienne, Jean-Georges Lefranc de Pompignan, qui le propose comme vicaire général de Christophe de Beaumont, l'archevêque de Paris qui s'empresse d'attacher à l'administration du diocèse un homme si pieux, si sage et si éclairé. Il conserve ce poste sous Juigné (Antoine-Éléonor-Léon Leclerc de Juigné).  
Il prononce un discours remarqué en décembre 1789 dans l'église Saint-Étienne-du-Mont de Paris et ne recule pas devant les tâches pénibles telles qu'assister les condamnés à mort dans leurs derniers instants, tâche alors assumée notamment par les plus pieux docteurs en Sorbonne. 

### Évêque
En 1789, la Révolution  et les idées d'égalité qui se répandent lui permettent d'être le premier évêque non noble. Il est nommé évêque de Boulogne, sur la recommandation de  Pompignan, sacré le 2 janvier 1790 dans la chapelle du séminaire de Saint-Sulpice, par le nonce apostolique Antonio Dugnani, en même temps que d'autres prélats, avec comme co-consécrateurs Jean Baptiste de Beauvais et Charles de La Font de Savine, et devient abbé commendataire de l'abbaye Notre-Dame de Ham jusqu'à la suppression de l'abbaye et du diocèse de Boulogne. Sa nomination à ce poste d'évêque avait fait un petit scandale parmi les gens de cour et l'on raconte que quelqu'un ayant objecté au roi la petitesse de sa naissance, Louis XVI posa cette question : « A-t-il autant de vertus qu'on l'assure ? » et, après une réponse affirmative : « C'est là précisément comme il nous faut des évêques à l'avenir ». 
Jean-René Asseline succède ainsi à François-Joseph-Gaston de Partz de Pressy.  
Il rejoint immédiatement son diocèse et prend possession de son siège le 6 février 1790, avec simplicité, voire humilité. Il se montre prudent, ne refuse rien de ce qu'il peut accorder, mais en revanche montre la plus grande fermeté dès qu'il est question de la religion. Dès son arrivée, en février 1790, il donne au diocèse un nouveau catéchisme : Catéchisme du diocèse de Boulogne avec des prières pour le matin et le soir, dans lequel il insiste sur la nécessité pour les prêtres d'enseigner le catéchisme, parfois négligé selon lui, avec la périodicité d'enseignement à appliquer. 
La Constitution civile du clergé adoptée par l'Assemblée nationale constituante le 12 juillet 1790 et sanctionnée contre son gré par Louis XVI le 24 août 1790, supprime l'évêché de Boulogne. Asseline publie en date du 24 octobre 1790 une instruction pastorale sur l'autorité spirituelle, dans laquelle, après avoir rappelé les droits de la puissance temporelle, il maintient l'autorité et l'autonomie de l'Église pour tout ce qui concerne le pouvoir spirituel et affirme que « ceux qui exercent la puissance civile n'ont pas le droit de gouverner l'Église ».
Le texte fait grand bruit, donne lieu à de nombreux écrits où adversaires et partisans de l'évêque se répondent sur un mode plus ou moins plaisant et reçoit l'approbation de plus de 40 évêques, dont l'archevêque de Paris.  Dénoncé le 16 décembre 1790 par le procureur syndic du district de Boulogne, et saisi le même jour, l'écrit épiscopal saisi provoque une réponse de Pierre Daunou, imprimée par la société des amis de la constitution de Boulogne : Accord de la foi catholique avec les décrets de l'Assemblée nationale sur la constitution civile du clergé.
Asseline prend position contre les lois nouvelles, interdit à l'abbé Grégoire, (sans doute Henri Grégoire) favorable aux idées nouvelles de prêcher alors que lui-même s'était associé à la fête de la Fédération le 14 juillet 1790, révoque les prêtres qui prêtent le serment et/ou leur interdit de prêcher. 
Lorsqu'arrive l'élection pour la désignation de l'évêque constitutionnel du Pas-de-Calais, quelques voix se portent sur lui, mais Pierre-Joseph Porion est élu. Aussitôt il proteste avec les autres prélats dont la juridiction s'étendait en partie sur le département. De plus, il fait imprimer un mandement en latin, affirmant qu'il reste le seul évêque légitime et il y donne des pouvoirs spéciaux aux prêtres dépendant de son diocèse. Ce second mandement est dénoncé comme le premier.

### Émigré
Ayant refusé de prêter serment à la Constitution civile du clergé le 23 janvier 1791, résistant aux nouvelles orientations, entrainant avec lui la presque totalité du clergé de Boulogne, la cathédrale de Boulogne a été fermée le 24 janvier, il se retrouve sous le coup d'une arrestation, et il doit émigrer le 5 juin 1791 à Ypres en Belgique puis à Bruxelles, puis encore en Allemagne où il réside à Münster de 1794 à 1807.
De l'étranger, il tente de continuer à diriger son diocèse, envoie en août 1791 des instructions à ses fidèles, sur l'obligation de s'attacher aux véritables pasteurs, ou encore en janvier et mai 1792 depuis Bruxelles. Il procède en même temps à des ordinations de prêtres, en petit nombre il est vrai, depuis Ypres puis Bruxelles, puis Hildesheim, en 1792, 1794, 1798, 1800, 1801.
En fait, il ne renonce jamais, organise du mieux qu'il peut l'apostolat et les missions au moyen de prêtres réfractaires, envoie un nouveau mandement dit de carême 1795, daté de décembre 1794 à Bruxelles, rappelant aux prêtres leurs devoirs et la nécessité du zèle. Il expédie même en mission dans son diocèse des prêtres réfractaires munis de pouvoirs spéciaux, circulant sous de faux noms, aidés de collaborateurs réfractaires ou rentrés de l'exil. Ces faits montrent que l'idée des « complots réactionnaires » justifiant aux yeux des révolutionnaires le durcissement de la Terreur (Terreur dans le Nord-Pas-de-Calais) avait quelque fondement.
Les directives de l'évêque sont rappelées dans le texte Avis concernant l'exercice du saint ministère dans les circonstances présentes, daté de Hildesheim en juin 1795; il contient des préceptes très précis sur les ecclésiastiques assermentés, sur les biens nationaux. Il se montre sévère pour les prêtres qui ont juré soumission aux lois de la République, qui ont prêté le serment de liberté-égalité, estimé par lui comme essentiellement mauvais et opposé à ce que l'évêque considère comme l'ordre public. Asseline déploie une grande continuité dans son opposition, suit avec attention l'action de ses envoyés, adresse fidèlement pour chaque carême des lettres à ses diocésains, fait imprimer régulièrement le bref (instruction courte) spécial à son diocèse.
En exil, Asseline consacre son temps au travail et à son apostolat. S'est progressivement constitué autour de lui une sorte de groupe d'études formé de prêtres, qui a mis au point différents textes : Le Miroir du clergé publié en 1797 et souvent réimprimé ; Cours de prônes en forme d'instructions familières sur la religion, paru en 1816 ; Projets d'instructions en formes de lettres sur la religion et l'autorité de l'Église, publié en Belgique en 1793 puis réimprimé en 1833.
Lui-même rédige plusieurs ouvrages d'instruction ou de dévotion publiés dans ses Œuvres choisies (voir ci-dessous), dont Exposition du symbole des apôtres ; Pratique des commandements de Dieu ; Réflexions sur les vertus théologiques ; Lettres sur la primauté de saint Pierre et sur l'infaillibilité de l'Église ; etc.
Il est en relations avec le comte de Stolberg (Maison de Stolberg) dont la conversion du protestantisme au catholicisme en 1800 fait grand bruit. Asseline y a grandement contribué et avait adressé dans ce but au converti des Réflexions.
Dans ses relations avec autrui, à côté de son intransigeance théologique, l'ancien évêque de Boulogne se montre aussi généreux que lui permettent ses faibles ressources, il ne peut se permettre les grandes libéralités mais montre une réelle bienveillance et une charité compatissante, demeure d'un abord facile et indulgent. Les exilés de Hildesheim avaient ouvert une école, payante comme toutes les écoles à l'époque, peut-être pour se constituer quelques ressources, mais aussi pour former des séminaristes.

Lorsque Louis XVIII dans une lettre lui demande, ainsi qu'à quatre autres prélats des plus distingués et des plus attachés à sa personne, son projet de confier à des prêtres d'élite la mission de ranimer et de soutenir chez les populations l'espoir et l'amour de la royauté, l'évêque de Boulogne, Asseline, lui répond le 31 octobre 1797 : 

« Il est impossible d'enseigner aux peuples que la religion catholique ne se lie bien qu'à la monarchie…, parce que la vérité est que la religion catholique se lie bien à toute forme de gouvernement légitime. »

 Lorsque le pape Pie VII par bref du 15 août 1801 demande aux anciens évêques le sacrifice de leur démission du fait du Concordat de 1801, il refuse de se démettre. Il écrit au pape en octobre 1801 pour demander des explications sur le sort réservé à l'Église de France, et réitère en mars 1802 pour demander un délai et une audition au pape. Vingt-quatre évêques se joignent à lui au sujet de cette lettre qui prend le caractère de déclaration collective des évêques non démissionnaires
Il critique le concordat en prenant l'initiative le 4 avril 1803 des Réclamations canoniques, mémoire signé par 38 évêques et complété le 8 avril 1804 par les Suites des Réclamations.  On lui attribue la rédaction du premier document mais il n'aurait pas signé le second envoyé par 14 prélats.
Ses prises de position relativement au concordat amènent quelques troubles dans son ancien diocèse, et plusieurs opposants au concordat groupés dans la petite Église vont chercher à récupérer ses réclamations pour justifier leur position, même si Asseline ne s'est finalement pas opposé au pape, voire a même admis que tous devaient se soumettre aux envoyés pontificaux.
Il est en 1807, le confesseur du duc et de la duchesse d'Angoulême, sœur de Louis XVII et il succédera à l'abbé Henri Edgeworth de Firmont comme aumônier de Louis XVIII, à Mitau en Courlande. Il le suit en Suède puis en Angleterre et réside alors à Aylesbury près d'Hartwell. Dans les dernières années de sa vie, il est frappé d'une longue maladie qu'il endure avec patience.
Il vit avec la famille royale jusqu'à sa mort en avril 1813,. Il aurait, juste avant de trépasser, arraché à Louis XVIII la promesse de rétablir l'évêché de Boulogne. Il laisse son anneau pastoral à son ami l'archevêque de Tours. Il est inhumé à Londres, au cimetière d'Old Saint-Pancras, où sa tombe n'a pas été retrouvée. 
Dans son testament daté de 1806, rédigé à Hildesheim, il se déclare soumis à Pie VII. 
Il se trouve un fait peu banal dans sa biographie : Jean-René Asseline est le confesseur de Maximilien de Robespierre au collège Louis-le-Grand à Paris avant la Révolution.
Il laisse plusieurs ouvrages de théologie (voir ci-dessous). 
Jean-René Asseline a été le dernier évêque de Boulogne, le siège supprimé en 1790 n'a pas été rétabli par la suite.

## Œuvres
La liste des œuvres de Jean-René Asseline provient essentiellement du site data.bnf.fr. Le site de la Bibliothèque nationale de France présente l'auteur en ces termes : « Nommé évêque de Boulogne en 1789. - Après la suppression de son évêché, se retire aux Pays-Bas (1791), puis en Allemagne. - Auteur d'ouvrages de controverse, hostiles à la Constitution civile du clergé, et d'ouvrages théologiques. ».
- Mandement de Monseigneur l'Évêque de Boulogne, concernant la retraite ecclésiastique, sans date, disponible sur Gallica.
- Thesis theologico-hebraica quam illustrissimo... Ludovico-Philippo Aurelianensium duci... dicat... servus Joannes-Renatus Asseline, eam in Sorbona propugnaturus, die... 12a mensis julii anno...  (Quis est egregius psaltes Israel ? 2 Sam. 23, 1.), Paris, 1762, (texte de sa thèse dédiée au duc d'Orléans).
- La Révolution vengée, ou le Bonheur du peuple, Paris, 1790.

- Lettre pastorale... au clergé séculier et régulier et à tous les fidèles...,  Paris, 1790.
- Cas de conscience à consulter, et consultation sur le nouveau serment prétendu civique, décrété le 17 novembre 1791.
- Instruction pastorale de M. l'évêque de Boulogne sur l'obligation de s'attacher aux pasteurs légitimes (Ypres, 8 août 1791.)
- Réflexions chrétiennes et politiques sur l'état actuel de la France et sur les moyens d'y remédier, Paris, 1791.
- Avis concernant l'exercice du Saint ministère dans les circonstances présentes, 1795.
- Instruction sur les atteintes portées à la religion, donnée en 1798, au nom de tous les évêques de France, sortis du royaume par suite de la constitution civile du clergé - 1798, réimprimé en 1819, disponible sur Gallica.
- Lettre à notre Saint-Père le Pape Pie VII, rédigé par l'evêque de Boulogne, co-signé par de nombreux prélats, 26 mars 1801.
- Considérations sur le mystère de la croix, tirées des divines écritures et des œuvres des SS. Pères - Société Typographique Paris - 1806
- Exposition abrégée du symbole des apôtres - Société Typographique Paris - 1806
- La neuvaine a l'honneur de saint François Xavier de la Compagnie de Jésus, Apôtre des Indes & du Japon MDCCLXXV - Imprimerie Louis Buisson - Lyon.
- Extrait du Testament de monseigneur Jean-René Asseline, évêque de Boulogne-sur-mer, Hildesheim, 1er janvier 1806.
- Pratique et prières tirées des lettres de saint François de Sales, Paris, 1808[22].
- Œuvres choisies, Paris, Potey, 1823, 6 tomes en 3 volumes.
- Collection intégrale et universelle des orateurs sacrés... du premier et du second ordre... publiée selon l'ordre chronologique par M. l'abbé Migne, Tome 67, Paris, 1844.